# Витреоретиналнa хирургијa
Витреоретинална хирургија (ВРХ) је група хируршких процедура које се раде дубоко у унутрашњости ока, у анатомској области у којој се налазе стакласто тело и мрежњача (ретина), што чини витреоретиналне операције веома деликатним.
Главни задатак витректомије је обнављање, очување и побољшање вида код широког спектра стања, укључујући старосну дегенерацију макуле, дијабетесну ретинопатију и одлубљивање мрежњаче. 

## Опште информације
Мрежњача је неуросензорно ткиво које облаже задњи зид ока. Попут филма у камери, мрежњача је одговорна за стварање слика коју нека особа види. Центар мрежњаче се назива макула једини је део који је способан за фини детаљан вид (вид читања, препознавање лица, итд). Остатак мрежњаче, периферни део мрежњаче, је намењен за бочни вид. Мрежњача изван центра макуле, чини више од 95% мрежњаче, и није способна за фини детаљан вид.
Очна јабучица је испуњена бистром провидном получврстом супстанцом попут гела која се зове стакласто тело. Оно обично потпуно испуњава очну јабучицу и лепи се за целу површину мрежњаче. Међутим, подвргава се течности (постаје воденасто) и одваја се од мрежњаче и слободно лебди у очној шупљини. Овај процес се назива задње одвајање  стакластог тела (ПВД). Ово се природно дешава код људи као резултат старења,  обично код људи средњих година. Такође је чешће код кратковидих особа, као и након операције катаракте.
Након што направи три мала реза на беоњачи,  хирург ће затим пажљиво уклонити гел стакластог тела који се налази у задњој половини ока.
Током операције, гел стакластог тело ће бити замењен или избалансираним раствором соли, мехуром гаса или мехуром уља. Они се користе за држање слојева мрежњаче на месту, помажући да се „тампонира“ и осигура мрежњаче након операције.
Успешност витреоретиналне хирургије зависи од одржавања одличне хемостазе како би се омогућила адекватна интраоперативна визуализација ткива које се сецира и да би се смањио ризик од постоперативних компликација.

## Индикације
Витреоретинална хирургија као врста операција изводи се на мрежњачи, стакластом телу и макули ока, у циљу лечење стања као што су:
- Дијабетесна ретинопатија - компликација дијабетеса која оштећује крвне судове у мрежњачи.
- Бљескови - који се јављају када се стакласто тело креће око ока и повлачи мрежњачу, стварајући бљесак светлости.
- Плутање - се јавља када се мале супстанце формирају у стакластом телу или услед кидања мрежњаче или крварења.
- Макуларне рупе - стање повезано са старењем у којем се стакласто тело скупља и повлачи мрежњачу, стварајучи рупу у делу који се зове макула (центар мрежњаче где је највећи фокус), што утиче на вид.
- Макуларни набор - набирање у врло малој области мрежњаче која је одговорно за фокус, што узрокује изобличен вид.
- Одвајање мрежњаче - од задњег дела ока. Пацијенти доживљавају осећај као да им се завесе затварају на периферном виду.[3]
- Ретинитис пигментоса - група ретких генетских поремећаја који изазивају дегенерацију ћелија у обе мрежњаче, што доводи до дубоког губитка вида. Симптоми укључују прогресивни губитак ноћног вида, периферног вида и централног вида.
- Ретинопатија недоношчади - поремећај ока мрежњаче који првенствено погађа превремено рођене бебе. Пошто мрежњача није у потпуности развијена, абнормални крвни судови могу урасти у њу, што доводи до изобличења и одвајања мрежњаче.[4]
- Ретинобластом - облик рака ока који се скоро увек дијагностикује у детињству или раном детињству.

## Поступак
ВРХ се обично изводи амбулантно, тако да се пацијнти могу вратити кући истог дана када је и изведана процедура.  
Иако време опоравка након ВРХ зависи од специфичности процедуре која се изводи, већина пацијената може да настави са нормалним активностима у року од неколико дана до неколико недеља након операције. 